# Pterophorus mathewianus
Pterophorus mathewianus is een vlinder uit de familie vedermotten (Pterophoridae). De wetenschappelijke naam van de soort is voor het eerst geldig gepubliceerd in 1874 door Philipp Christoph Zeller.